# Aimé Ponson
Étienne Aimé Ponson, né le 22 mai 1850 à Marseille, où il est mort le 9 septembre 1924, est un peintre français. Il est le frère cadet du peintre Raphaël Ponson.

## Biographie
Aimé Ponson est l'élève de son frère Raphaël Ponson. À partir de 1876 il expose au Salon des artistes français ; il obtient en 1903 une mention honorable pour Le rat retiré du monde d'après La Fontaine. Il expose également en province où il obtient de nombreuses récompenses (Médaille d'or à Marseille, médaille d'argent à Aix-en-Provence et Montpellier). À partir de 1896 il enseigne l'art décoratif pour les jeunes filles à l'école des beaux-arts de Marseille.

## Peintures dans les musées
- Musée des beaux-arts de Béziers : L'embarras du choix,
- Musée des Beaux-Arts de Marseille : Dans la cave [2], Livres[3].
- Musée Grobet-Labadié à Marseille : Nature morte[4].
- Musée des beaux-arts de Carcassonne : vieux bouquins, Vieilles tapisseries.

Œuvres d'Aimé Ponson
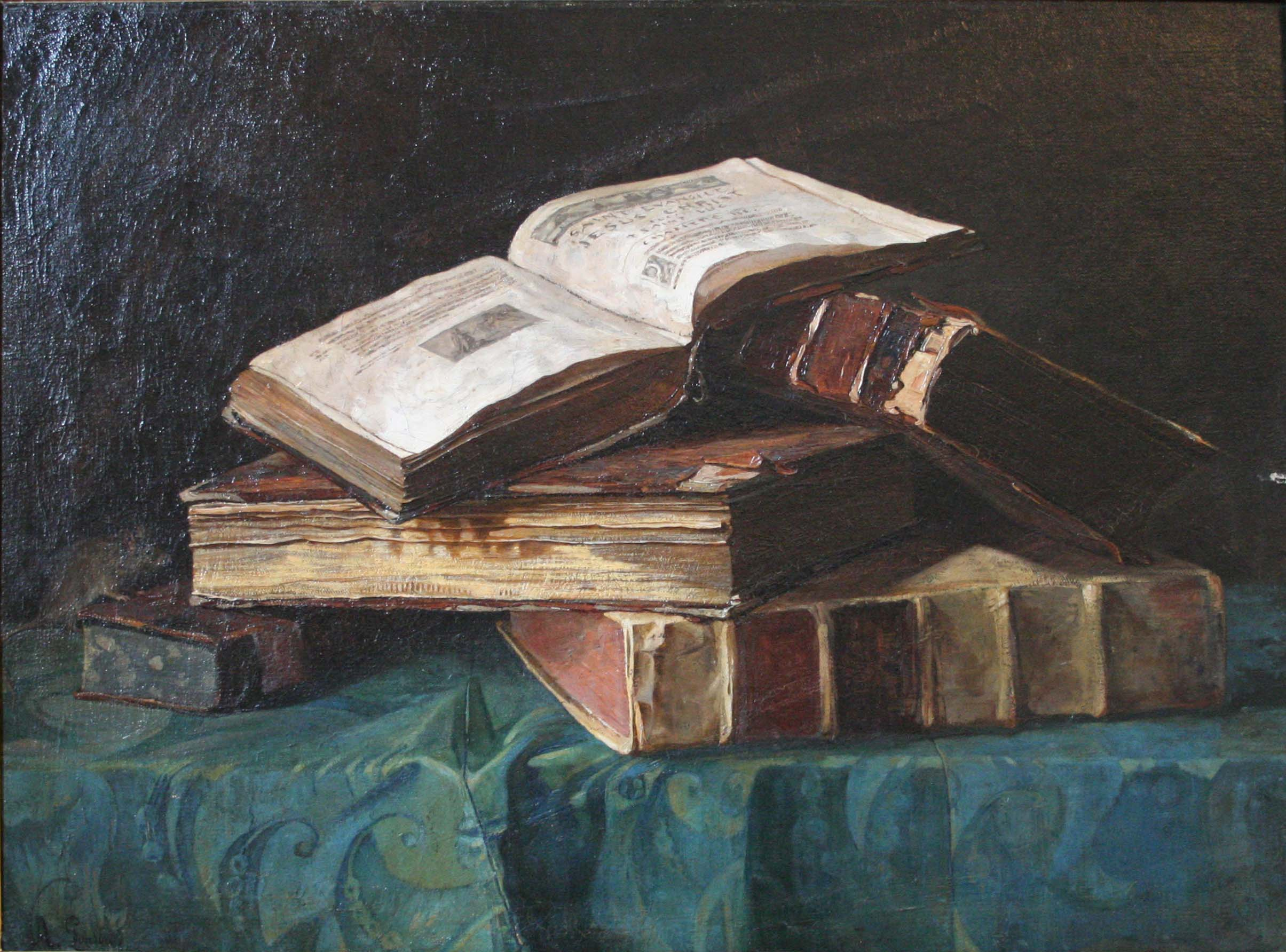
L'embarras du choix.